# Salah Shahada
Ṣalāḥ al-Dīn Shaḥāda, nome completo Ṣalāḥ al-Dīn Muṣṭafā ʿAlī Shaḥāda; o Shehade, Shehada, o Shehadeh (in arabo صلاح الدين مصطفى على شحادة‎?; Beit Hanun, 24 febbraio 1953 – Gaza, 22 luglio 2002), è stato un miliziano palestinese, comandante delle Brigate ʿIzz al-Dīn al-Qassām, il braccio armato di Hamas nella Striscia di Gaza.
Fu ucciso nel 2002 a seguito di un raid aereo da parte di Israele.

## Attività
Membro di Ḥamās fin dalla fondazione dell'organizzazione nel 1987, diventa rapidamente uno dei suoi leader più influenti ed è arrestato in più di un'occasione da Israele o dall'Autorità Nazionale Palestinese (ANP). Dopo la morte di Yaḥyā ʿAyyāsh nel 1996, Shaḥāda diventa un leader di primo piano del gruppo, con Muḥammad Ḍayf ed Adnān al-Ghūl.
Durante la Seconda intifada (od Intifāḍa al-Aqsā), Israele lo accusa di aver organizzato numerose aggressioni contro soldati e civili israeliani nella striscia di Gaza ed in Israele. Viene condannato a 12 anni di prigione ma rimesso in libertà il 14 maggio 2000. Viene anche riportato sulla stampa che Shaḥāda è coinvolti nella produzione di razzi Qassām, lanciati contro obiettivi civili israeliani, ma anche di altri tipi di armi artigianali e nel contrabbando di attrezzature militari all'interno della striscia di Gaza.
Comanda le Brigate Ezzedin al-Qassam, il braccio militare di Ḥamās, durante un periodo contrassegnato da una campagna di attacchi suicidi contro obiettivi civili israeliani, che causano la morte di centinaia di persone. Come leader dell'ala militare di Ḥamās, coordina le attività dei vari comandanti operativi di Ḥamās a Gaza ed in Cisgiordania, e definisce la politica degli attacchi terroristici che Ḥamās deve portare a termine.

## Uccisione

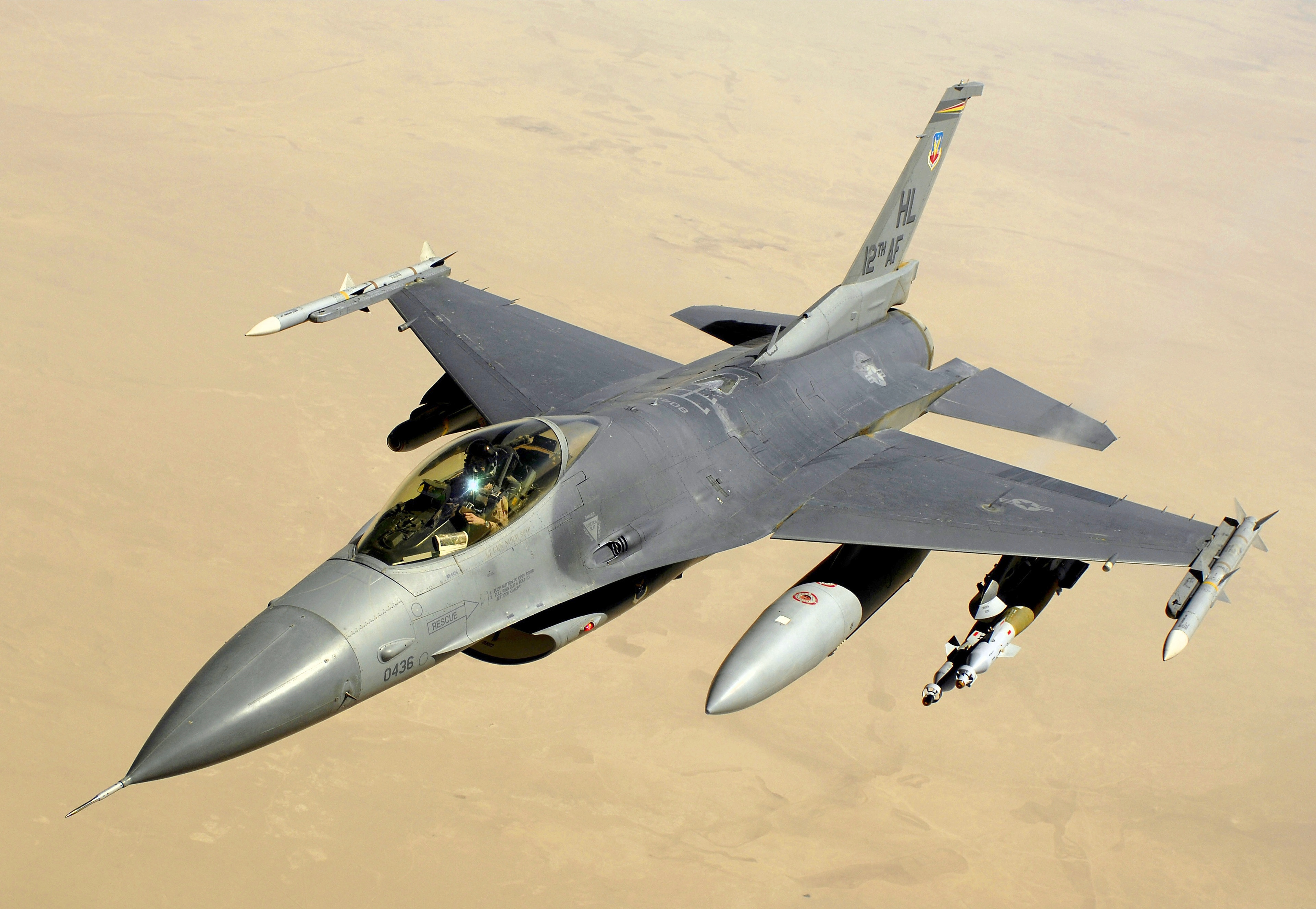
Caccia F-16, in dotazione anche all'Aeronautica militare israeliana

Il 22 luglio 2002, le forze di difesa israeliane (IDF) colpiscono la casa in cui Shaḥāda si trovava nel quartiere di al-Darrāj a Madīnat Ghazza (Città di Gaza), sganciando una bomba da una tonnellata in un'area densamente popolata, per mezzo di un velivolo caccia F-16. Quindici civili furono uccisi. Tra gli altri la moglie e la figlia di Shaḥāda e sette componenti della famiglia Maṭar che viveva nell'edificio contiguo. Tra le 50 e le 150 persone furono ferite dall'esplosione. Tanto la casa di Shaḥāda, quanto quella dei Maṭar furono rase al suolo, così come altre otto nelle vicinanze; nove furono parzialmente distrutte e 20 altre danneggiate in maniera meno grave. I comandanti militari israeliani si giustificarono affermando che non erano a conoscenza che all'epoca vi fossero civili nell'edificio e che li avrebbero preavvertiti se ne fossero stati a conoscenza.

## Reazione
L'attacco ricevette un'ampia condanna dalle altre nazioni vicino-orientali, dell'Europa occidentale e degli Stati Uniti d'America. Ari Fleischer, all'epoca portavoce della Casa Bianca, dichiarò che, a differenza dei bombardamenti aerei statunitensi in Afghanistan nel 2001, in questo caso non si trattava di un "errore" ma di un «attacco deliberato» che si sapeva avrebbe fatto vittime «innocenti». Il primo ministro israeliano Ariel Sharon, da cui in ultima analisi dipendeva l'esecuzione o meno di una simile azione, inizialmente lo definì "uno dei nostri più grandi successi", ma più tardi dichiarò a Yedioth Ahronoth: "se avessi saputo degli esiti, avrei fatto posporre l'assassinio".

## Perdite
I morti provocati dall'attacco israeliano furono i seguenti:
| - Ṣalāḥ al-Dīn Muṣṭafā Shaḥāda, 49 anni (oggetto dell'"omicidio mirato") - Layla Khamīs Shaḥāda, 41 anni (moglie di Ṣalāḥ al-Dīn) - Īmān Ṣalāḥ al-Dīn Shaḥāda, 14 anni (figlia dei due precedenti) - Īmān Ḥasan Maṭar, 27 anni - ʿAlāʾ Muḥammad Maṭar, 11 anni - Dunya Ramī Maṭar, 5 anni - Muḥammad Rāʾed Maṭar, 4 anni | - Ayman Rāʾed Maṭar, 2 anni - Dīnā Rāʾed Maṭar, meno di 1 anno - Mūnā Faḥmi al-Hūṭī, 22 anni - Ṣubḥī Maḥmūd al-Hūṭī, 5 anni - Muḥammad Maḥmūd al-Hūṭī, 3 anni - Ẓāher Ṣāleḥ Naṣṣār, 37 anni (obiettivo secondario dell'azione) - Yūsuf Ṣubḥī ʿAlī al-Shāwa, 42 anni - Khāḍer Muḥammad al-Saʿīdī, 67 anni (morto per le ferite il 9 agosto 2002) |

### Responsi legali
Le organizzazioni in difesa dei diritti umani nel mondo, incluse quelle in Israele, condannarono severamente l'attacco, proclamando che il lancio intenzionale di bombe da una tonnellata nel mezzo della notte su un quartiere densamente abitato è configurabile come crimine di guerra. Il movimento pacifista Gush Shalom (Blocco di Pace) minacciò per sua parte di portare il pilota dell'F-16 davanti alla Corte internazionale di giustizia dell'Aia. Il comandante in capo della Aeronautica Militare israeliana, Dan Halutz, che non era in sede durante il bombardamento ma che era ancora un pilota in attività di servizio, rilasciò un'intervista pubblicata il 21 agosto del 2002. Disse rivolto al pilota:
A seguito dell'"omicidio mirato", le IDF e lo Shin Bet istituirono una commissione congiunta sull'incidente e sottoposero le loro conclusioni al ministro della Difesa Binyamin Ben-Eliezer il 2 agosto 2002. L'indagine giungeva alla conclusione che le procedure e le modalità operative seguite nell'operazione erano state "corrette e professionali" e che l'operazione aveva condotto all'eliminazione di un "importante leader terrorista". Tuttavia l'indagine riscontrò che erano state sottostimate le analisi fornite dall'intelligence riguardanti la presenza di civili nelle vicinanze di Shaḥāda. L'indagine affermò anche che se l'intelligence avesse avuto la certezza della presenza di civili nelle prossimità di Shaḥāda, la tempistica o le modalità dell'azione sarebbero state cambiate, "come fatto un certo numero di volte in passato".
Nel dicembre del 2005, una class-action fu intrapresa dal Center for Constitutional Rights, che chiamò in causa come unico imputato l'ex direttore dello Shin Bet, Avraham Dichter, il comandante militare in carica dell'operazione. Riferendosi in particolare all'assassinio di Shaḥāda, la richiesta sottolineava che Dichter "aveva sviluppato, implementato e ampliato la pratica dell'"omicidio mirato". Citando l'eliminazione fisica di più di 300 leader palestinesi e le ferite causate a centinaia di astanti, i sostenitori della class-action chiedevano che l'assassinio fosse dichiarato esplicitamente illegale, sempre e comunque, dal diritto internazionale.
Nel 2007, l'ufficio della procura generale israeliana annunciò che una commissione d'inchiesta indipendente avrebbe indagato sulla morte di 14 innocenti civili palestinesi, a seguito di una richiesta in tal senso dello Yesh Gvul. Presieduta da Zvi Inbar, questa Commissione iniziò i propri lavori nel febbraio 2008. Le sue conclusioni non sono state mai ufficialmente rese pubbliche.
Il capo di stato maggiore dell'epoca dell'"omicidio mirato" di Shaḥāda, Moshe Ya'alon, cancellò un viaggio nel Regno Unito il 5 dicembre 2009, perché paventava un arresto sotto l'accusa di "crimini di guerra", intrapresa da un'Alta Corte spagnola, relativa ai fatti del 2002.